# Сумња (Краљевачко позориште)
Сумња је позоришна представа, премијерно изведена на сцени Краљевачког позоришта. Рађена је према истоименом делу Џона Патрика Шенлија у драматизацији Тијане Грумић и режији Југа Ђорђевића.

## О представи
Представа Сумња, у драматизацији Тијане Грумић и режији Југа Ђорђевића, премијерно је постављена на сцену Краљевачког позоришта 20. априла 2019. године. Настала је као обрада истоименог комада Џона Патрика Шенлија. Тијана Грумић је о тексту рекла да се не бави само питањем вере у истину, већ и о сукобу различитих принципа, уверења и ставова, односно мушког и женског погледа на исту ситуацију. Писац причу води ка сукобу два главна лика, оца Флина и сестре Алојзије, у ком обоје имају своје аргументе које сучељавају пред публиком. Остали ликови тематски употпуњавају причу и постављени су унутар сукоба две супротстављене стране. Тако је ученик Доналд Милер представљен као неко око кога се води главни сукоб, док је млада сестра Џејмс она која долази у сумњу у веру и људе од ауторитета између којих се налази.
У премијерној победи представе наступили су Биљана Костантиновић као сестра Алојзија, Светлана Миленковић као сестра Џејмс, Зоран Церовина у улози оца Флина, Никола Воштинић је тумачио лик ученика Доналда Милера, а Горица Динуловић његову мајку госпођу Милер.
Недуго након премијере, представом је отворен 55. Фестивал професионалних позоришта Србије „Јоаким Вујић”. На том фестивалу, који је одржан у Краљевачком позоришту, представа је освојила три награде. Југ Ђорђевић је добио специјалну награду за режију, док су Биљана Костантиновић и Светлана Миленковић награђене за глумачка остварења. У октобру исте године, на првом Фестивалу младих позоришних аутора „Метаморфоза“, у Лесковцу, Југ Ђорђевић је добио још једну награду, док је Никола Воштинић награђен за улогу Доналда Милера. Тако је на два фестивала током године премијере представа добила укупно 5 награда. У фебруару 2020. ансамбл је гостовао и на Фестивалу врањске градске песме, одржаном у Позоришту „Бора Станковић”.

## Подела улога
| Глумац               | Улога           |
| -------------------- | --------------- |
| Биљана Костантиновић | Сестра Алојзија |
| Светлана Миленковић  | Сестра Џејмс    |
| Зоран Церовина       | Отац Флин       |
| Горица Динуловић     | Госпођа Милер   |
| Никола Воштинић      | Доналд Милер    |

## Награде и признања
55.Фестивал професионалних позоришта Србије Јоаким Вујић
- Награде за глумачко остварење Биљани Костантиновић и Светлани Миленковић
- специјална награда за режију Југу Ђорђевићу

Фестивал младих позоришних стваралаца Метаморфоза
- Југ Ђорђевић и Никола Воштинић